# Caprella longidentata
Caprella longidentata is een vlokreeftensoort uit de familie van de Caprellidae. De wetenschappelijke naam van de soort is voor het eerst geldig gepubliceerd in 1934 door Arimoto.